# Trisidos
Trisidos is een geslacht van tweekleppigen uit de  familie Arcidae (arkschelpen). De naam van het geslacht werd gepubliceerd in 1798 door Peter Friedrich Röding, die de nagelaten schelpenverzameling van de overleden Joachim Friedrich Bolten catalogeerde en van Latijnse benamingen volgens het systeem van Linnaeus voorzag.

## Soorten
- Trisidos kiyonoi (Makiyama, 1931)
- Trisidos semitorta (Lamarck, 1819)
- Trisidos torta (Mörch, 1850)
- Trisidos tortuosa (Linnaeus, 1758)